# Sarah Siegel-Magness
Sarah Siegel-Magness (* 1974 in Colorado als Sarah Siegel) ist eine US-amerikanische Unternehmerin, Filmproduzentin und -regisseurin. 

## Leben
Sarah Siegel ist die Tochter von Mo und Peggy Siegel, den Gründern von Celestial Seasonings Tea. Nach der High School besuchte sie die University of Colorado’s School of Business. Zunächst arbeitete sie für EMI World Records in New York, gründete 2001 jedoch ihre eigene Modelinie So Low für den gehobenen Einzelhandel.
Mit 30 wurde Sarah Siegel-Magness für den Young Entrepreneur of the Year Award der Organisation Young Entrepreneurs Organization (YEO) nominiert, einer Organisation, für die sie sich engagiert.
Zusammen mit ihrem Ehemann Gary Magness gründete sie die Filmproduktionsfirma Smokewood Entertainment. Magness produzierte bislang die Filme Tennessee (2008), Precious – Das Leben ist kostbar (2009), Judy Moody und der voll coole Sommer (2011), Crazy Kind of Love (2013) und Weepah Way for Now (2015). Mit Crazy Kind of Love gab sie zudem ihr Regiedebüt. Zusammen mit Lee Daniels und ihrem Ehemann gewann sie 2010 für Precious den Stanley Kramer Award der Producers Guild of America, den Independent Spirit Award und den Black Reel Award.

## Filmografie
- 2008: Tennessee
- 2009: Precious – Das Leben ist kostbar (Precious)
- 2011: Judy Moody und der voll coole Sommer (Judy Moody and the Not Bummer Summer)
- 2013: Crazy Kind of Love (auch Regie)
- 2015: Weepah Way for Now